# 科內霍斯 (科羅拉多州)
科內霍斯（英語：Conejos）是美国科羅拉多州科內霍斯縣的一個人口普查指定地區。

## 地理
科內霍斯的座標為37°05′19″N 106°01′12″W / 37.08861°N 106.02000°W，而該地最高點為海拔高度2409米（即7904英尺）。

## 人口
根據2010年美國人口普查的數據，科內霍斯的面積為1.25平方千米，當中陸地面積為1.25平方千米，而水域面積為0.00平方千米。當地共有人口58人，而人口密度為每平方千米46人。